# The Sleeping Cardinal
Pour plus de détails, voir Fiche technique et Distribution.
The Sleeping Cardinal (titre américain Sherlock Holmes' Fatal Hour) est un film britannique de Leslie S. Hiscott, sorti en 1931.

## Synopsis
Kathleen Adair, une amie du Docteur Watson, lui demande conseil à propos de son frère Ronald, un jeune diplomate. Lorsque Ronald part pour la France avec des documents diplomatiques, le professeur Moriarty réussit à le kidnapper et le fait chanter pour qu'il transporte des l'argent volé dans la valise diplomatique. Sherlock Holmes découvre l'endroit où Ronald est retenu mais Moriarty arrive à s'échapper. Lorsque Ronald est assassiné parce qu'il veut se confesser à ses supérieurs, Holmes se doute que Moriarty avait un but plus important…

## Fiche technique
- Titre original : The Sleeping Cardinal
- Titre américain : Sherlock Holmes' Fatal Hour
- Réalisation : Leslie S. Hiscott
- Scénario : Cyril Twyford et H. Fowler Mear, d'après les nouvelles "La Maison vide" et "Le Dernier Problème" d'Arthur Conan Doyle
- Direction artistique : James A. Carter
- Photographie : Sydney Blythe
- Son : Baymham Homri
- Monteur et assistant-réalisateur : Jack Harris
- Musique : John Greenwood
- Production : Julius Hagen
- Société de production : Twickenham Film Studios Productions
- Société de distribution : Warner Bros.
- Pays d’origine :  Royaume-Uni
- Langue originale : anglais
- Format : noir et blanc — 35 mm — 1,20:1 — son Mono
- Genre : policier
- Durée : 84 minutes
- Date de sortie : 
  - Royaume-Uni : février 1931

## Distribution
- Arthur Wontner : Sherlock Holmes
- Ian Fleming : Docteur Watson
- Minnie Rayner : Mrs Hudson
- Leslie Perrins : Ronald Adair
- Jane Welsh : Kathleen Adair
- Norman McKinnel : Professeur Moriarty
- William Fazan : Thomas Fisher
- Sidney King : Tony Rutherford
- Philip Hewland : Inspecteur Lestrade
- Gordon Begg : Marston
- Louis Goodrich : Colonel Sebastian Moran
- Harry Terry : no 16
- Charles Paton : J.J. Godfrey